# Cinte Tesino
Cinte Tesino är en ort och kommun i provinsen Trento i regionen Trentino-Sydtyrolen i Italien. Kommunen hade 350 invånare (2018).